# Saison 2022-2023 de l'AS Nancy-Lorraine
Maillots
Chronologie
Saison précédente Saison suivante
La saison 2022-2023 de l'AS Nancy-Lorraine est la première saison du club nancéien en troisième division du championnat de France. Après une saison 2021-2022 conclue à la dernière place du championnat de Ligue 2, les Lorrains sont relégués en National pour la première fois de leur histoire.
Le club évolue donc en National, ainsi qu'en Coupe de France.

## Résumé de la saison
La saison 2022-2023 du Championnat de France de football National est la 30e édition du Championnat de France de football National. Le troisième niveau du football français oppose cette saison dix-huit clubs en une série de trente-quatre rencontres. Nancy participe à cette compétition pour la première fois de son histoire.
La découverte du championnat de National se fait dans la douleur, et loin des ambitions immédiates de remontée en Ligue 2, le club se retrouve à devoir lutter pour le maintien, alors que 6 clubs seront relégués à l'issue de cette saison. 13e et relégable au terme de la 18e journée, l'ASNL met à pied l'entraîneur Albert Cartier, et nomme Benoît Pedretti pour le remplacer. Le club parvient alors à s'extraire de la zone de relégation, mais est pénalisé d'une défaite sur tapis vert (3-0) et d'un point de pénalité pour avoir aligné un joueur suspendu lors du match nul (0-0) obtenu face à Concarneau lors de la 20e journée. L'ASNL se retrouve alors de nouveau relégable.
Le dernier match de la saison à domicile face au Puy (soldé par une défaite 1-2), ainsi que le dernier match à l'extérieur face à Bourg-en-Bresse (match nul 3-3) seront marqués par de violents heurts de la part des supporters nancéiens, et entraînent le club à finir à la 13e place de National, synonyme de relégation en National 2. Sans repêchage, le club pourrait alors perdre son statut professionnel.
En Coupe de France, malgré une victoire sur un score fleuve de 17-0 face au club de Nilvange (D2), plus gros score de l'histoire de l'ASNL, les Nancéiens sont éliminés dès le 7e tour par l'équipe alsacienne de l'US Reipertswiller, pensionnaire de Régional 1.

## Après-saison: décision administrative de la DNCG
Vivement critiqué pour son absentéisme, le président Gauthier Ganaye présente sa démission, et le 30 mai 2023, l'ASNL nomme Sébastien Janodet comme nouveau président pour préparer le passage devant la Direction nationale du contrôle de gestion (DNCG), mais après son audition le 27 juin 2023, le club est rétrogradé administrativement en National 3, ce qui aurait dû définitivement entériner la perte de son statut professionnel. Les groupes de supporters dénoncent alors la gestion du club et lancent une pétition en ligne, "A l'unisson pour le Chardon", récoltant des milliers de signatures.
Le club trouve les fonds manquants par l'intermédiaire de ses deux actionnaires majoritaires, l'homme d'affaires indien Krishen Sud et le Sino-américain Chien Lee, les autres leur ayant cédé leurs parts pour un euro symbolique. La commission d'appel de la DNCG valide finalement le budget et revient le 11 juillet 2023 sur sa décision, maintenant le club en National 2. Quelques jours plus tard, la DNCG décide de rétrograder administrativement le CS Sedan en Régional 3. En sa position de premier relégable, l'ASNL est à nouveau repêchée, et pourra donc évoluer en National pour la saison 2023-2024, conservant ainsi son statut professionnel. 

## Transferts

### Transferts estivaux
| Nom                    | Nationalité   | Poste                | Transfert                     | Provenance/Destination  | Division         |
| ---------------------- | ------------- | -------------------- | ----------------------------- | ----------------------- | ---------------- |
| Arrivées               |               |                      |                               |                         |                  |
| Jamal Alioui           | Maroc         | Entraîneur adjoint   | Libre                         | GOAL FC                 | National 2       |
| Nicolas Baup           | France        | Préparateur physique | Libre                         | USM Alger               | Ligue 1 Pro      |
| Abdoulaye Diallo       | Sénégal       | Gardien              | Libre                         | Sans club               | Sans club        |
| Martin Sourzac         | France        | Gardien              | Transfert libre               | FC Chambly Oise         | National 2       |
| Baptiste Aloé          | France        | Défenseur central    | Transfert libre               | Dinamo Bucarest         | Liga II          |
| Prince Mendy           | Sénégal       | Défenseur central    | Transfert libre               | UD Vilafranquense       | Liga Portugal 2  |
| Lucas Pellegrini       | France        | Défenseur central    | Transfert libre               | Union Titus Pétange     | BGL Ligue        |
| Ibrahim Cissé          | Côte d'Ivoire | Défenseur central    | Transfert libre               | OGC Nice                | Ligue 1          |
| Baptiste Etcheverria   | France        | Latéral droit        | Transfert libre               | Stade lavallois MFC     | Ligue 2          |
| Gaëtan Bussmann        | France        | Latéral gauche       | Transfert libre               | FC Erzgebirge Aue       | 3. Liga          |
| Isaak Umbdenstock      | France        | Milieu défensif      | Transfert libre               | FC Chambly Oise         | National 2       |
| Mayoro N'Doye          | Sénégal       | Milieu central       | Transfert libre               | Red Star FC             | National         |
| Baptiste Mouazan       | France        | Milieu central       | Transfert libre               | FC Lorient rés.         | National 2       |
| Jalil Moustaid         | France        | Milieu offensif      | Transfert libre               | SAS Épinal              | National 2       |
| Alexis Giacomini       | France        | Milieu offensif      | Transfert libre               | FC Bastia-Borgo         | National 2       |
| Alexandre Cropanese    | France        | Ailier droit         | Transfert libre               | FC Bastia-Borgo         | National 2       |
| Lenny Nangis           | Guadeloupe    | Ailier gauche        | Transfert libre               | RWD Molenbeek           | Division 1B      |
| Diafra Sakho           | Sénégal       | Attaquant            | Transfert libre               | AS Arta/Solar7          | Division 1       |
| Ervin Taha             | France        | Attaquant            | Transfert libre               | EA Guingamp             | Ligue 2          |
| Thomas Robinet         | France        | Attaquant            | Prêt                          | KV Ostende              | Division 1A      |
| Marco Giagnorio        | France        | Gardien              | Premier contrat professionnel | Équipe réserve          | National 3       |
| Maxime Nonnenmacher    | France        | Milieu défensif      | Premier contrat professionnel | Équipe réserve          | National 3       |
| Axel Francke           | France        | Attaquant            | Premier contrat professionnel | Équipe réserve          | National 3       |
| Départs                |               |                      |                               |                         |                  |
| Eliott Simões          | Angola        | Milieu offensif      | Transfert                     | Salford City FC         | League Two       |
| Axel Guessand          | France        | Défenseur central    | Transfert libre               | Udinese Calcio          | Serie A          |
| Ogou Akichi            | Côte d'Ivoire | Milieu défensif      | Transfert libre               | FC Stade Lausanne Ouchy | Challenge League |
| Grégoire Lefebvre      | France        | Milieu central       | Transfert libre               | FC Versailles           | National         |
| Yeni Ngbakoto          | RD Congo      | Ailier droit         | Transfert libre               | Western Sydney WFC      | A-League         |
| Dorian Bertrand        | Madagascar    | Ailier gauche        | Transfert libre               | FC Argeș Pitești        | Liga I           |
| Baptiste Valette       | France        | Gardien              | Fin de contrat                | -                       | -                |
| Hugo Constant          | France        | Gardien              | Fin de contrat                | -                       | -                |
| Thomas Fontaine        | Madagascar    | Défenseur central    | Fin de contrat                | -                       | -                |
| Abdelhamid El Kaoutari | Maroc         | Défenseur central    | Fin de contrat                | -                       | -                |
| Soares                 | Guinée-Bissau | Défenseur central    | Fin de contrat                | -                       | -                |
| Souleymane Karamoko    | Mauritanie    | Latéral droit        | Fin de contrat                | -                       | -                |
| Saliou Ciss            | Sénégal       | Latéral gauche       | Fin de contrat                | -                       | -                |
| Kelvin Patrick         | Cap-Vert      | Milieu défensif      | Fin de contrat                | -                       | -                |
| Warren Bondo           | France        | Milieu central       | Fin de contrat                | -                       | -                |
| Vinni Triboulet        | Cameroun      | Attaquant            | Fin de contrat                | -                       | -                |
| Nathan Trott           | Angleterre    | Gardien              | Retour de prêt                | West Ham United FC      | Premier League   |
| William Bianda         | France        | Défenseur central    | Retour de prêt                | AS Roma                 | Serie A          |
| Antonin Bobichon       | France        | Milieu central       | Retour de prêt                | Angers SCO              | Ligue 1          |
| Sieben Dewaele         | Belgique      | Milieu central       | Retour de prêt                | KV Ostende              | Division 1A      |
| Mickaël Biron          | Martinique    | Attaquant            | Retour de prêt                | KV Ostende              | Division 1A      |
| Mamadou Thiam          | Sénégal       | Attaquant            | Retour de prêt                | KV Ostende              | Division 1A      |
| Andrew Jung            | France        | Attaquant            | Retour de prêt                | KV Ostende              | Division 1A      |
| Rosario Latouchent     | Martinique    | Latéral gauche       | Résiliation de contrat        | -                       | -                |
| Shaquil Delos          | France        | Défenseur central    | Prêt                          | GD Estoril-Praia        | Liga Portugal    |

### Transferts hivernaux
| Nom      | Nationalité | Poste | Transfert | Provenance/Destination | Division |
| -------- | ----------- | ----- | --------- | ---------------------- | -------- |
| Arrivées |             |       |           |                        |          |
| Départs  |             |       |           |                        |          |

## Championnat

### Classement
Source : Classement officiel sur le site de la FFF.
| Rang | Équipe                     | Pts  | J  | G  | N  | P  | Bp | Bc | Diff |
| ---- | -------------------------- | ---- | -- | -- | -- | -- | -- | -- | ---- |
| 1    | US Concarneau              | 62-1 | 34 | 19 | 6  | 9  | 60 | 37 | +23  |
| 2    | USL Dunkerque R            | 62   | 34 | 19 | 5  | 10 | 50 | 32 | +18  |
| 3    | Red Star FC                | 60   | 34 | 17 | 9  | 8  | 51 | 30 | +21  |
| 4    | FC Martigues P             | 60   | 34 | 15 | 15 | 4  | 54 | 40 | +14  |
| 5    | FC Versailles P            | 51   | 34 | 14 | 9  | 11 | 41 | 41 | 0    |
| 6    | FC Villefranche Beaujolais | 46   | 34 | 11 | 13 | 10 | 49 | 40 | +9   |
| 7    | CS Sedan Ardennes          | 46   | 34 | 12 | 10 | 12 | 41 | 47 | -6   |
| 8    | SO Cholet                  | 45   | 34 | 11 | 12 | 10 | 38 | 41 | -3   |
| 9    | US Avranches               | 45-1 | 34 | 14 | 4  | 16 | 44 | 46 | -2   |
| 10   | US Orléans                 | 44   | 34 | 10 | 14 | 10 | 38 | 37 | +1   |
| 11   | LB Châteauroux             | 44   | 34 | 12 | 8  | 14 | 41 | 46 | -5   |
| 12   | Le Mans FC                 | 43   | 34 | 10 | 13 | 11 | 50 | 42 | +8   |
| 13   | AS Nancy-Lorraine R        | 41-1 | 34 | 10 | 12 | 12 | 37 | 42 | -5   |
| 14   | Bourg-en-Bresse 01         | 40   | 34 | 9  | 13 | 12 | 42 | 46 | -4   |
| 15   | Stade briochin             | 38   | 34 | 8  | 14 | 12 | 36 | 46 | -10  |
| 16   | Le Puy Foot P              | 35   | 34 | 7  | 14 | 13 | 34 | 50 | -16  |
| 17   | Paris 13 Atletico P        | 31   | 34 | 6  | 13 | 15 | 28 | 42 | -14  |
| 18   | FC Borgo                   | 26   | 34 | 6  | 8  | 20 | 32 | 61 | -29  |

| Légende : Qualifications et relégations | Légende : Qualifications et relégations                            |
| --------------------------------------- | ------------------------------------------------------------------ |
|                                         | Promotion en Ligue 2 2023-2024                                     |
|                                         | Relégation en National 2 2023-2024                                 |
|                                         | R : Relégué de Ligue 2 2021-2022 P : Promu de National 2 2021-2022 |

1. ↑  À la suite de la réserve émise par Orléans quant à la présence de Tom Lebeau sur la feuille de match alors qu'il était suspendu, Concarneau a perdu sur tapis vert la rencontre sur le score de 3-0 et a reçu un point de pénalité.
2. ↑  À la suite de la réserve émise par Cholet quant à la présence de Victor Daguin sur la feuille de match alors qu'il était suspendu, Avranches a perdu sur tapis vert la rencontre sur le score de 3-0 et a reçu un point de pénalité.
3. ↑  À la suite de la réserve émise par Concarneau quant à la présence de Lucas Pellegrini sur la feuille de match alors qu'il était suspendu, Nancy a perdu sur tapis vert la rencontre sur le score de 3-0 et a reçu un point de pénalité.

## Effectif
Le tableau ci-dessous recense l'effectif professionnel de l'AS Nancy-Lorraine pour la saison 2022-2023.